# Guinea Ecuatorial en los Juegos Olímpicos de Atlanta 1996
Guinea Ecuatorial estuvo representada en los Juegos Olímpicos de Atlanta 1996 por cinco deportistas, cuatro hombres y una mujer, que compitieron en atletismo.
El portador de la bandera en la ceremonia de apertura fue el atleta Gustavo Envela. El equipo olímpico ecuatoguineano no obtuvo ninguna medalla en estos Juegos.